# Plektrudis

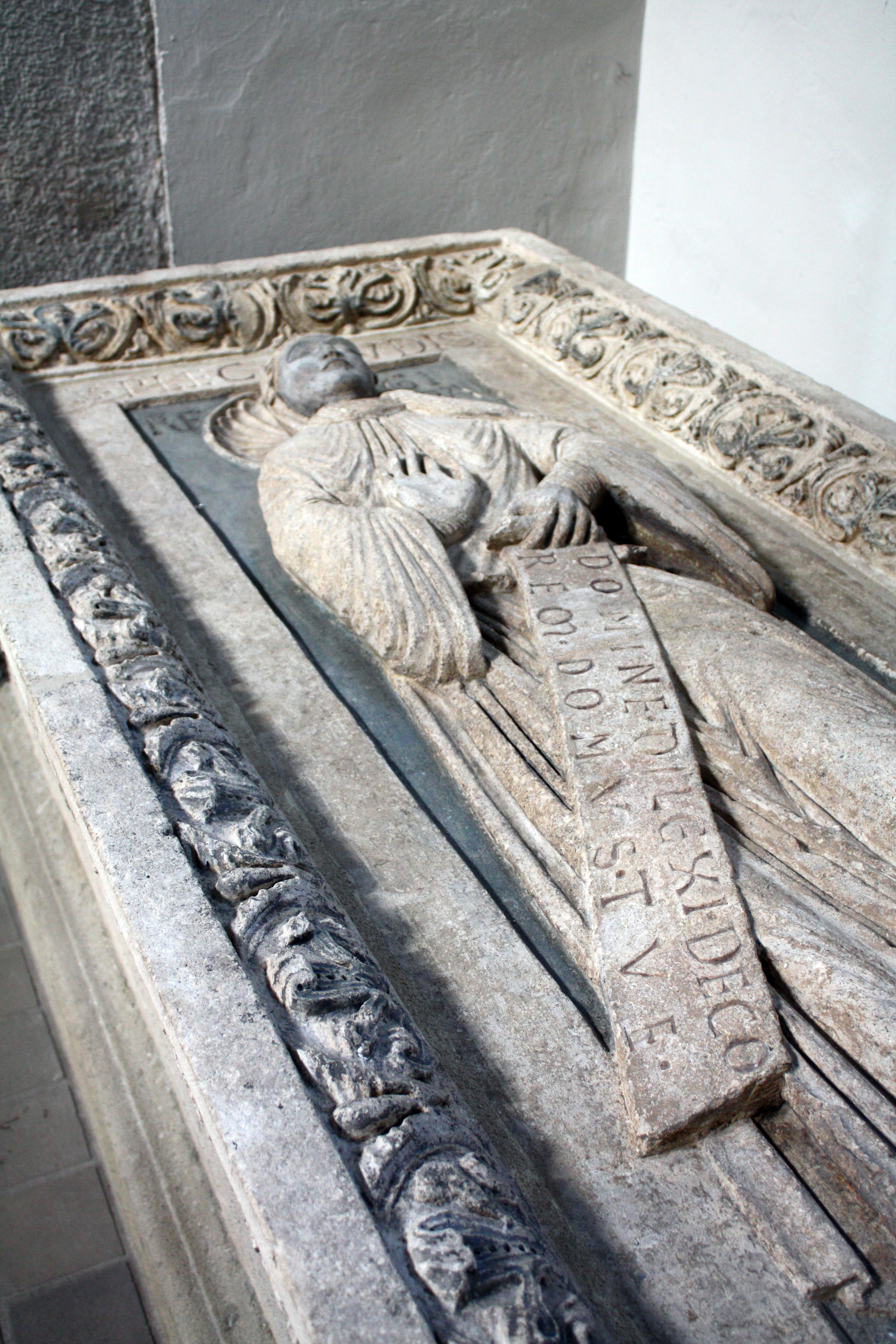
Grabplatte der Plectrudis in St. Maria im Kapitol

Plektrudis (Bliktrud) (* vor 660; † nach 717 in Köln) war die Ehefrau des karolingischen Hausmeiers Pippin des Mittleren.

## Leben
Plektrudis stammte aus vornehmstem austrasischem Adel, vermutlich aus der Familie der Hugobertiner. Sie gilt als die älteste von fünf Töchtern des (Pfalzgrafen) Hugobert und der Irmina von Oeren und damit als die Schwester der Äbtissin Adela von Pfalzel (bei Trier), der Herzogin Regintrud von Bayern (verheiratet mit dem Agilolfinger Theodo II.), der Chrodelind (die in das Geschlecht der Wilhelmiden heiratete), sowie der Bertrada, Gründerin der Abtei Prüm.
Seit etwa 670/675 war sie mit Pippin dem Mittleren vermählt. Mit ihm gemeinsam machte sie zahlreiche Schenkungen an Kirchen und Klöster. Es erscheint historisch wahrscheinlich, dass die von ihr in die Ehe gebrachten Güter Pippin halfen, die Krise des arnulfingischen Hauses zu überwinden. Der Einflussbereich der Hugobertiner erstreckte sich über das Trierer Gebiet bis in die Gegenden nördlich von Köln. Als älteste von fünf Töchtern Hugoberts hatte sie offenbar die Besitzungen in und um Köln geerbt. Wohl auch deshalb war Plektrudis bei allen Rechtsgeschäften Pippins beteiligt. Ihre Söhne Drogo und Grimoald der Jüngere wurden mit wichtigen Ämtern durch Pippin ausgestattet.
Kurz vor dem Tode Pippins versuchte sie die Rechte ihrer Enkel auf das Hausmeieramt (ihre Söhne waren bereits gestorben) gegen die Ansprüche von Pippins Friedelsohn Karl Martell zu verteidigen. Pippin willigte ein, dass ein unehelicher Sohn Grimoalds, der erst siebenjährige Theudoald, ihn beerben sollte. Karl wurde zunächst von Plektrudis in Köln gefangengesetzt. Er konnte jedoch fliehen und mit Hilfe einer von ihm aufgestellten Streitmacht Plektrudis schließlich 717 zwingen, seine Rechte anzuerkennen. Sie ist nach 717 in Köln verstorben, da sie in diesem Jahr zuletzt erwähnt wird. Das gelegentlich angeführte Todesdatum 10. August 725 ist als legendenhaft anzusehen, jedenfalls nicht nachgewiesen. Nach ihrem Tod wurde sie als Heilige verehrt.
Plektrudis ist die Gründerin von St. Maria im Kapitol in Köln, wo sie auch begraben lag. Neben dem antiken Kapitolstempel, auf dem sie die Kirche errichten ließ, dürfte sich die Pfalz der Hugobertiner befunden haben, in der sie mit ihrem Mann und später als Witwe lebte. Ein kostbarer Sarkophag konnte bei Ausgrabungen geborgen werden. Ihre Gebeine sind nach dem Zweiten Weltkrieg verloren gegangen.